# Xã North Centre, Quận Columbia, Pennsylvania
Xã North Centre (tiếng Anh: North Centre Township) là một xã thuộc quận Columbia, tiểu bang Pennsylvania, Hoa Kỳ. Năm 2010, dân số của xã này là 2.105 người.